# Desa Huripjaya
Desa Huripjaya är en administrativ by i Indonesien.   Den ligger i provinsen Jawa Barat, i den västra delen av landet, 26 km nordost om huvudstaden Jakarta.